# Markus Hamele
Markus Hamele (* 1980 in Linz) ist ein österreichischer Schauspieler.

## Leben
Markus Hamele wuchs in Oberösterreich in seinem Geburtsort Puchenau bei Linz auf. Seine Schauspielausbildung erhielt er am Konservatorium Wien, wo er 2003 auch seinen Abschluss machte. Während seiner Ausbildung hatte er bereits erste Theaterengagements in Wien am Volkstheater Wien (2002), am Theater Drachengasse (2002) und am Atelier-Theater Wien.
In der Spielzeit 2003/04 war er als festes Ensemblemitglied am Theater in der Josefstadt engagiert. Dort war er in Regiearbeiten von Philippe Arlaud, Hans-Ulrich Becker und Christian Pade zu sehen. Von 2004 bis 2007 gehörte Hamele fest zum Schauspielensemble am Theater Graz (mit Einsätzen auch in der Oper und im „Next Liberty“ – Kinder und Jugendtheater). Hier arbeitete er mit Regisseuren wie Susanne Zöllinger, Michael Schilhan und Steffen Höld zusammen. Nebenbei gastierte er von 2006 bis 2008 regelmäßig bei den „Sommerspielen Stift Altenburg“ in Niederösterreich.
Nach einer Produktion am „Dschungel Wien“ (2007) wechselte er 2008 zunächst als Gast an das Stadttheater Regensburg. Von 2009 bis 2012 gehörte er dort dann fest zum Ensemble. Hier spielte er u. a. den Schiffskoch Stoffel in Shakespeares Spätwerk Der Sturm, den Werther, den Rocky im Musical The Rocky Horror Show, den „verschlossenen“ Wesley im Bühnenerfolg Ladies’ Night von Anthony McCarten und den Mephisto im Urfaust, den er als „smarten Zyniker“ und als „gelangweilten und angeekelten Spieler“ anlegte, verkörperte.
Seit 2012 ist Markus Hamele als freier Schauspieler tätig. Er hatte Theaterauftritte am Theater an der Effingerstraße in Bern (Spielzeit 2012/13, als Playboy Maxwell in Woody Allens Film-Adaption Mittsommernachts-Sex-Komödie), am Theater Scala in Wien, am Stadttheater Mödling (u. a. 2014, als Graf in Schnitzlers Skandalstück Der Reigen), 2013 bei den Rosegger-Festspielen (Krieglach/Alpl) und 2014 bei den Raimund-Festspielen Gutenstein.
Von 2015 bis 2020 war Markus Hamele festes Ensemblemitglied am Theater Phönix in Linz. Dort spielte er u. a. den Diener Sganarelle in Don Juan (frei nach Molière, 2015), den Dichter Moliere in Der Menschenfeind (2017), den Alt in Krankheit der Jugend (2017). Zu seinen weiteren Rollen dort gehörten Faust in Urfaust und Benedict in Viel Lärm um nichts.
Seit 2020 ist er als freier Schauspieler in Wien tätig, u. a. am Theater an der Gumpendorfer Straße und am Stadttheater Berndorf.
Weiters steht Markus Hamele regelmäßig für Film und Fernsehen (ARD, ZDF, ORF) vor der Kamera. Er hatte Episodenrollen u. a. in den österreichischen TV-Serien Julia – Eine ungewöhnliche Frau (2002, als Sohn des Dorfpolizisten Stubreiter), SOKO Donau (2008, als junger Polizist Sebastian Mallek) und SOKO Kitzbühel (2015, als Bekannter aus der Vergangenheit der Kommissarin Nina Pokorny, an der Seite von Julia Cencig und Astrit Alihajdaraj).
In der österreichischen Landkrimi-Filmreihe verkörperte er im Film Drachenjungfrau (2016) an der Seite von Manuel Rubey den Stiefvater eines 15-jährigen ermordeten Mädchens.
Im Oktober 2017 war Hamele in der ORF-Serie SOKO Donau in einer Episodenhauptrolle als Insp. Kurt Steiner zu sehen. In der 12. Staffel der ORF-Serie SOKO Kitzbühel (2020) übernahm Hamele eine der Episodenrollen als Kitzbüheler Fußballspieler und stv. Mannschaftskapitän Milan Horak. In der 15. Staffel der ORF-Serie SOKO Donau (2020) übernahm Hamele eine der Episodenhauptrollen als Banker Werner Herbst, der für den Grazer „Statthalter“ der russischen Mafia umfangreich Geldwäsche betreibt.
Hamele ist gelegentlich auch als Regisseur tätig. Er lebt in Wien.

## Filmografie (Auswahl)
- 2002: Julia – Eine ungewöhnliche Frau: Ein neues Amt (Fernsehserie, eine Folge)
- 2006: Henry Dunant – Das Rot auf dem Kreuz (Fernsehfilm)
- 2010–2015: SOKO Kitzbühel (Fernsehserie, verschiedene Rollen, 3 Folgen)
- 2011: Die Vaterlosen (Kinofilm)
- 2011: Das Glück dieser Erde (Fernsehserie, Seriennebenrolle)
- 2014: Blutsschwestern (Fernsehfilm)
- 2016: Die Konkurrenz (Kinofilm)
- 2016: Landkrimi: Drachenjungfrau (Fernsehreihe)
- 2017: SOKO Donau: Der Finger am Abzug (Fernsehserie, eine Folge)
- 2019: Tatort: Glück allein (Fernsehreihe)
- 2020: SOKO Kitzbühel: Abseits (Fernsehserie, eine Folge)
- 2020: SOKO Donau: Full House (Fernsehserie, eine Folge)
- 2022: Walking on Sunshine (Fernsehserie, 4 Folgen)
- 2022: Tatort: Azra (Fernsehreihe)
- 2024: SOKO Linz: Die blinde Zeugin (Fernsehserie, eine Folge)
- 2024: Kafka (Fernsehserie)
- 2024: Die Fälle der Gerti B. (Fernsehserie)
- 2024: Engel mit beschränkter Haftung (Fernsehfilm)
- 2024: Pfau – Bin ich echt (Kinofilm)